# Vakantie in Florida
Vakantie in Florida is een hoorspel van Gert Hofmann. Ferien in Florida werd op 3 maart 1968 door de Norddeutscher Rundfunk uitgezonden. Maurits Mok vertaalde het en de NCRV zond het uit op zondag 3 december 1972. De regisseur was Ab van Eyk. Het hoorspel duurde 36 minuten.

## Rolbezetting
- Herbert Joeks (meneer Pendergast & meneer Huckenbeiner)
- Fé Sciarone (mevrouw Pendergast & mevrouw Huckenbeiner)
- Jos Lubsen (Jimmy)
- Frans Kokshoorn (Carl, hotelmanager)
- Cees van Ooyen (Fred, kamerkelner)
- Hein Boele (Bobby, hotelbediende)
- Jan Wegter (Eddy, masseur)
- Paula Majoor (Mabel, kamermeisje)
- Joke Hagelen (Linda, manicure)
- Jos Lubsen (een stem)

## Inhoud
Zes man hotelpersoneel stormen toe om een vlieg in het luxueuze vakantieappartement van vicedirecteur P.P. Pendergast te doden: dat is Amerika. Voor zijn geld wordt Pendergast totaal bediend. Hij kan echter niet weten dat hij in de ogen van zijn chef zelf een vlieg kan worden die men graag kwijt zou zijn. Terwijl Pendergast zich heerlijk ontspant, moet hij plots in de krant lezen dat het slecht gaat met hem, dat hij op sterven ligt. Uiteindelijk meldt de televisie dat hij dood is. Pendergast poogt dat tegen te spreken. Tevergeefs. Tegen de macabere routine waarmee de dood van de te missen man in scène wordt gezet, is Pendergast niet opgewassen. Het hotelpersoneel bedient hem echter trouw tot in de dood, wat hij evenwel tot zijn laatste zucht moet betalen. Nauwelijks is zijn lijk weggehaald, of een nieuw managerpaar wordt ingekwartierd, dat men tegen betaling ongetwijfeld met dezelfde groteske bereidwilligheid zal helpen bij het overlijden…